# Sinfonía A (Haydn)

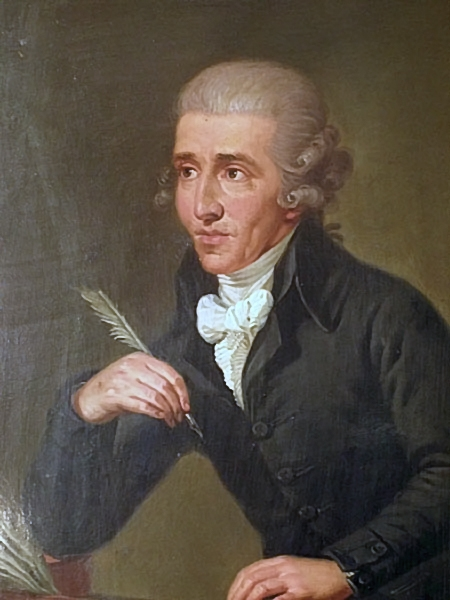
Haydn hacia 1770.

La Sinfonía A en si bemol mayor, Hob. I:107 fue compuesta por Joseph Haydn en algún momento entre 1757 y 1761.

## Historia
La producción sinfónica del maestro austríaco puede dividirse a grandes rasgos en tres bloques temporales: el primer bloque (1757-1761) se corresponde con su periodo al servicio del conde Carl von Morzin (n.º 1 - n.º 5); el segundo bloque en la corte Esterházy (1761-1790 pero con la última sinfonía para el público de Esterházy en 1781); y el tercer bloque (1782-1795) comprende las Sinfonías de París (n.º 82 - n.º 87) y las Sinfonías de Londres (n.º 93 - n.º 104). El 1 de mayo de 1761 el compositor firmó su contrato como vice-kapellmeister (más tarde kapellmeister) de la familia Esterházy, que nominalmente duró 48 años, hasta su muerte.
La composición de esta pieza se desarrolló en algún momento entre 1757 y 1761. En esta época Haydn trabajaba al servicio del conde Carl von Morzin en la corte de Lukavec. No sigue el esquema de numeración habitual de las sinfonías del compositor porque originalmente fue pensada para ser un cuarteto de cuerda, Op. 1/5 y fue catalogada como Hob. III:5. Esta enigmática pieza ha sido etiquetada por diversos estudiosos de Haydn como "Sinfonía n.º 5", "Sinfonía n.º 7", "Partita", "Divertimento" y "Sinfonía n.º 107". Pasada por alto en compilaciones anteriores, la obra fue identificada por primera vez por Adolph Sondberger en 1934. Desde la publicación de Landon en los años 50 se ha establecido su estatus como una de las primeras sinfonías de Haydn.

## Instrumentación
La partitura está escrita para una orquesta formada por:
- Viento madera: 2 oboes y 1 fagot.
- Viento metal: 2 trompas en si bemol alto.
- Cuerda: una sección de cuerdas con violines I y II, violas, violonchelos y contrabajos.
- Teclado: clavecín como bajo continuo.

En aquella época se solía emplear un fagot para amplificar la voz del bajo, incluso sin una notación separada. En cuanto a la participación del clavecín como bajo continuo en las sinfonías de Haydn existen diversas opiniones entre los estudiosos: James Webster se sitúa en contra; Hartmut Haenchen a favor; Jamie James en su artículo para The New York Times presenta diferentes posiciones por parte de Roy Goodman, Christopher Hogwood, H. C. Robbins Landon y James Webster). A partir de 2019 la mayor parte de las orquestas con instrumentos modernos no utiliza el clavecín como continuo. No obstante, existen grabaciones con clavecín en el bajo continuo realizadas por: Trevor Pinnock (Sturm und Drang Symphonies, Archiv, 1989-1990); Nikolaus Harnoncourt (n.º 6–8, Das Alte Werk, 1990); Sigiswald Kuijken (incluidas las Sinfonías de París y Londres; Virgin, 1988-1995); Roy Goodman (Ej. n.º 1-25, 70-78, 82-87; Hyperion, 2002).

## Estructura y análisis
La sinfonía consta de tres movimientos:
- I. Allegro, en si bemol mayor 3
4
- II. Andante, en mi bemol mayor 2
4
- III. Allegro molto, en si bemol mayor 6
8

La interpretación de esta obra dura aproximadamente entre 10 y 15 minutos. Pese a que se ha sospechado de su falsedad debido a una objetividad casi sin características, hay que recordar que muchas de las primeras obras de Haydn presentan esta particularidad.  La sinfonía es ligeramente atípica en el contexto actual, en parte debido a la tonalidad es el único movimiento rápido escrito en si.

### I.Allegro
El primer movimiento, Allegro, está escrito en la tonalidad de si bemol mayor, en compás de 3/4 y sigue la forma sonata. Comienza con un tema ascendente a modo de "cohete", que es insólitamente enérgico. El desarrollo es bastante largo y complejo.

### II.Andante
El segundo movimiento, Andante, está en mi bemol mayor y en compás de 2/4. Es una bella e intrincada miniatura que desarrolla una asombrosa complejidad a partir de una idea sencilla. Destaca el tratamiento del salto de octava descendente al principio.

### III.Allegro molto
El tercer y último movimiento, Allegro molto, retoma la tonalidad inicial y el compás es 6/8. El Finale discurre de manera inusual en compás de 6/8, en lugar del habitual 3/8, quizá debido a las semicorcheas rápidas en Allegro molto que sustituyen a las negras en Presto. En el pasaje de transición y en el segundo grupo temático, la estructura es asombrosamente compleja. El inicio de la repetición es una de las primeras sorpresas de Haydn en este sentido.